# The Sociological Review
The Sociological Review ist die älteste soziologische Fachzeitschrift des Vereinigten Königreichs. Es gilt ist eine der drei führenden soziologischen Zeitschriften des Vereinigten Königreichs, neben der British Journal of Sociology und Sociology.
Es umfasst alle Zweige der Disziplin, darunter Anthropologie, Kriminologie, Philosophie, Bildung, Geschlecht, Medizin und Organisation.
Der Impact Factor der Sociological Review lag im Jahr 2020 bei 4,258.
Es wurde 1908 von Leonard Trelawny Hobhouse als Nachfolger der Papers of the Sociological Society gegründet.